# Carl David Tolmé Runge

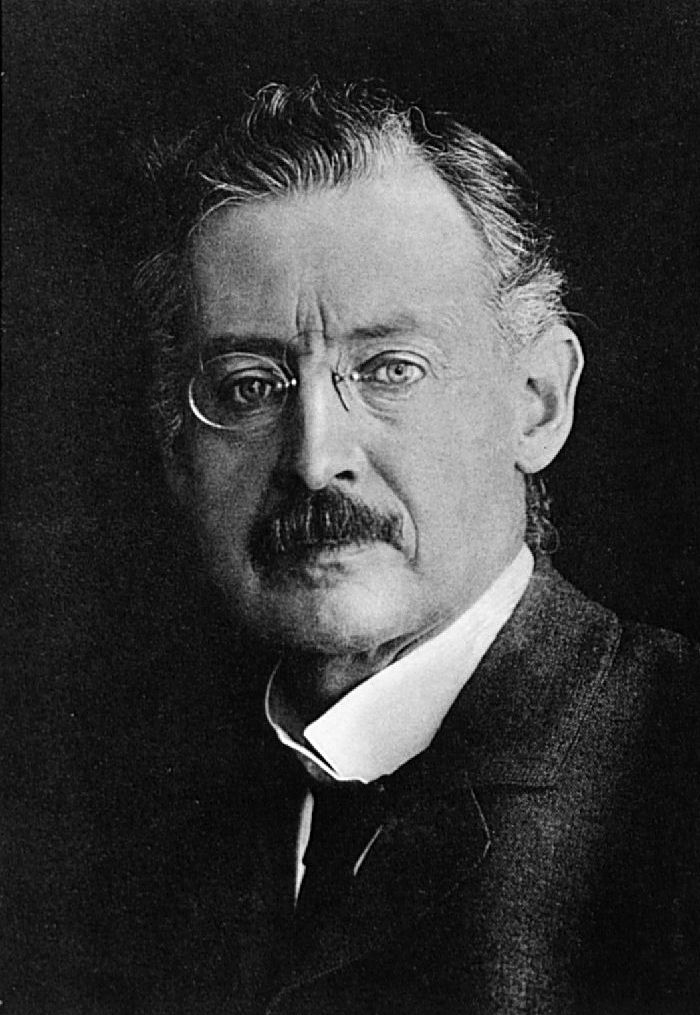
Carl David Tolmé Runge

Carl David Tolmé Runge (Bremen, 30 augustus 1856 – Göttingen, 3 januari 1927) was een Duits wiskundige. In 1895 ontwikkelde hij een numerieke methode om differentiaalvergelijkingen op te lossen. Die werd later verbeterd tot de Runge-Kuttamethode.